# Annette (film)
Annette je filmový muzikál z roku 2021, který režíroval Leos Carax. Jde o první celovečerní film tohoto francouzského režiséra v angličtině. Do hlavních rolí byli obsazeni Adam Driver, Marion Cotillard a Simon Helberg. Carax napsal scénář spolu s bratry Ronem a Russellem Maelovými z kapely Sparks, kteří také napsali hudbu k filmu. Snímek byl vybrán jako úvodní film dne 6. července 2021 na 74. ročníku filmového festivalu v Cannes.

## Děj
V Los Angeles žijí stand-up komik Henry, známý svým ostrým humorem, a mezinárodně úspěšná operní zpěvačka Ann, kteří působí navenek jako šťastný a okouzlující pár. Narození jejich prvního dítěte Annette jim však obrátí život naruby. Holčička má tajemný talent a čeká ji neobyčejný osud.

## Obsazení
| Adam Driver         | Henry McHenry    |
| Marion Cotillard    | Ann Defrasnoux   |
| Simon Helberg       | dirigent         |
| Sparks              | piloti           |
| Rebecca Dyson-Smith | Jane Smith       |
| Rila Fukushima      | zdravotní sestra |
| Laura Jansen        | zdravotní sestra |
| Leos Carax          | producent        |
| Nastya Carax        | Nastya           |
| Kait Tenison        | soudce           |
| Nino Porzio         | šerif Garoni     |
| Gabriela Leguizamo  | Consuelo         |
| Natalia Lafourcade  | policistka       |

## Ocenění
- Filmový festival v Cannes: nejlepší režie (Leos Carax), Cannes Soundtrack Award (Sparks); nominace na Zlatou palmu
- Chicago Film Critics Association: nominace v kategoriích nejlepší hudba (Sparks) a nejlepší vizuální efekty
- Zlatý glóbus: nominace v kategorii nejlepší herečka (komedie/muzikál) (Marion Cotillard)
- Filmfest Hamburg: Douglas-Sirk-Preis (Leos Carax)
- London Critics’ Circle Film Award: nominace v kategorii nejlepší herec (Adam Driver)
- Prix Lumières: vítězství v kategoriích nejlepší režie (Leos Carax), nejlepší kamera (Caroline Champetier), nejlepší filmová hudba (Sparks); nominace v kategorii nejlepší film
- Sunset Circle Awards: nominace v kategorii nejlepší herec v hlavní roli (Adam Driver)
- César 2022: vítězství v kategoriích nejlepší režie, nejlepší vizuální efekty, nejlepší filmová hudba, nejlepší střih, nejlepší zvuk; nominace v kategoriích nejlepší film, nejlepší kamera, nejlepší herec, nejlepší kostýmy, nejlepší výprava a nejlepší původní scénář
- Nominace na Premis Gaudí za nejlepší evropský film